# Iso Helvetinjärvi
Iso Helvetinjärvi eller Helvetinkolu är en sjö i Finland. Den ligger i Ruovesi kommun i landskapet Birkaland, i den sydvästra delen av landet, 220 km norr om huvudstaden Helsingfors. Iso Helvetinjärvi ligger 191 meter över havet. Den ligger vid sjön Haukkajärvi. I omgivningarna runt Iso Helvetinjärvi växer i huvudsak barrskog. Arean är 45,6 hektar och strandlinjen är 6,69 kilometer lång. Sjön  ingår i Kumo älvs huvudavrinningsområde. 